# Eustrotia amydra
Eustrotia amydra là một loài bướm đêm trong họ Noctuidae.